# Eumichtis pullata
Eumichtis pullata là một loài bướm đêm trong họ Noctuidae.